# Rathaus Vilnius

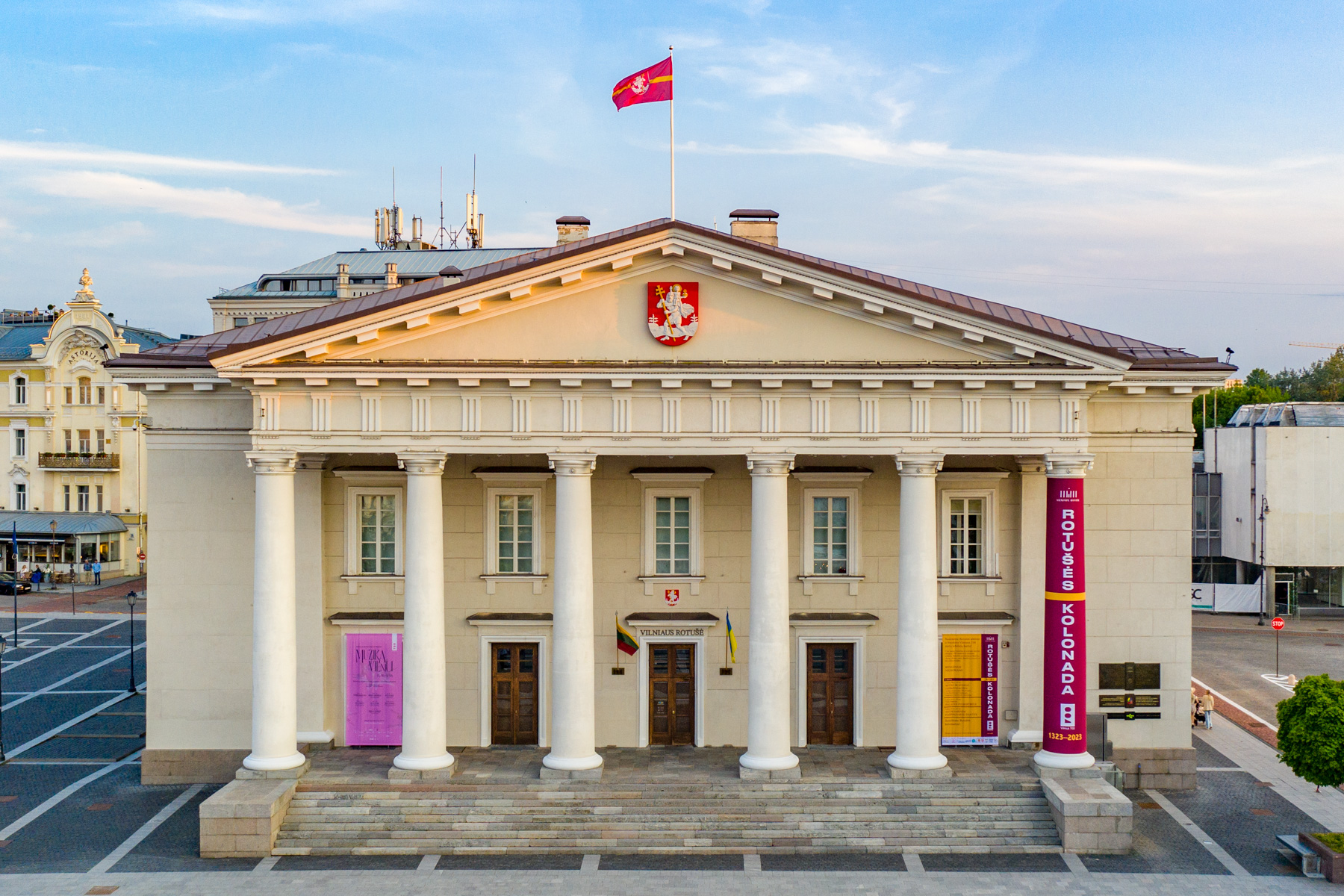
Das Rathaus (2023)

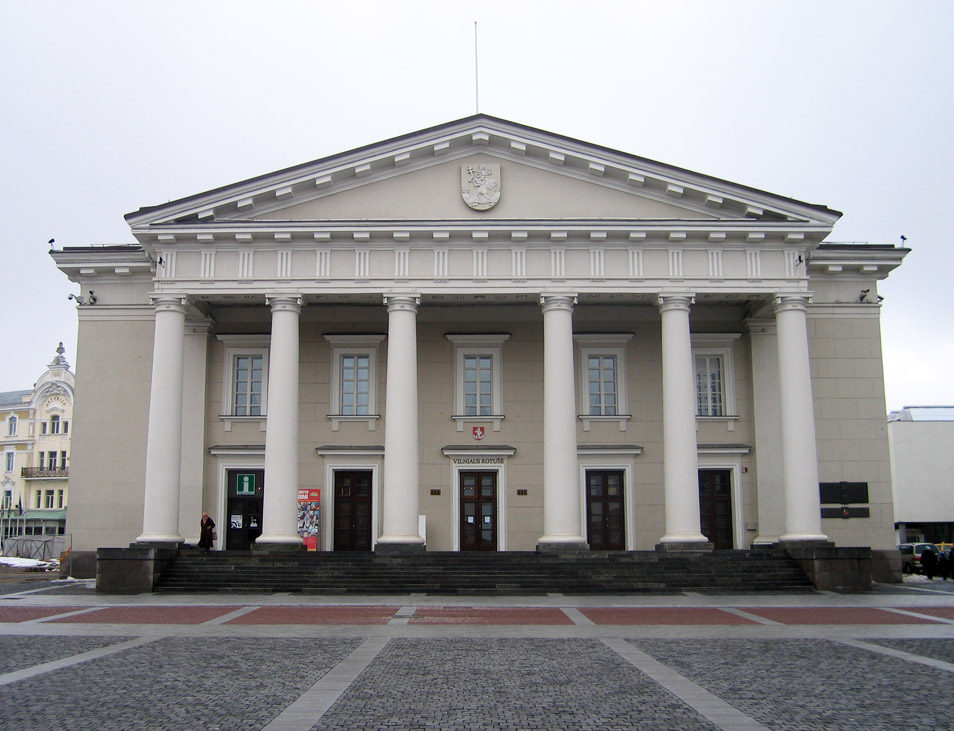
Das Rathaus und der Rathausplatz (2007)

Das Rathaus Vilnius (lit. Vilniaus rotušė) ist eines von drei erhaltenen historischen Rathäusern in Litauen (die anderen sind das Rathaus Kaunas und das Rathaus Kėdainiai) sowie ein bedeutender Veranstaltungsort. Es befindet sich in der Hauptstadt Vilnius. Die Adresse ist Didžioji gatvė 31. Vor dem Rathaus liegt der Rathausplatz Vilnius. Im Rathaus finden unterschiedliche Zeremonien, Konzerte, Festivals (Musikfestivals wie „Rotušės kolonada“,  „Žaižaruojančių žiežirbų žaismas“, „Čiurlioniada“ etc.) statt.

## Geschichte
1503 wurde das Rathaus urkundlich erwähnt. Es gab Verhandlungszimmer, einen Gerichtssaal, eine Kanzlei, ein Archiv, ein Gefängnis (im Keller).